# Campionato europeo maschile under 21 di calcio 1980
Il Campionato di calcio europeo Under-21 1980, 2ª edizione del Campionato europeo di calcio Under-21 organizzato dalla UEFA, si è svolto dal 12 febbraio al 21 maggio 1980. Il torneo è stato vinto dall'Unione Sovietica.
Le fasi di qualificazione hanno avuto luogo tra il 24 maggio 1978 e il 23 gennaio 1980 e hanno designato le otto nazionali finaliste che si sono affrontate in gare a eliminazione diretta con andata e ritorno.
La doppia finale si è disputata il 7 e il 21 maggio 1980 tra le formazioni della Germania Est e dell'Unione Sovietica.

## Qualificazioni

### Squadre qualificate
| Squadra          |
| ---------------- |
| Cecoslovacchia   |
| Germania Est     |
| Inghilterra      |
| Italia           |
| Jugoslavia       |
| Scozia           |
| Ungheria         |
| Unione Sovietica |

## Fase finale
|  | Quarti di finale | Quarti di finale | Quarti di finale |                  |                  | Semifinali | Semifinali | Semifinali |  |  | Finale | Finale       | Finale |
|  |                  |                  |                  |                  |                  |            |            |            |  |  |        |              |        |
|  |                  | Inghilterra      | 2                |                  |                  |            |            |            |  |  |        |              |        |
|  |                  | Scozia           | 1                |                  |                  |            |            |            |  |  |        |              |        |
|  |                  | Scozia           | 1                |                  | Inghilterra      | 1          |            |            |  |  |        |              |        |
|  |                  |                  |                  |                  | Inghilterra      | 1          |            |            |  |  |        |              |        |
|  |                  |                  | Germania Est     | 3                |                  |            |            |            |  |  |        |              |        |
|  |                  | Ungheria         | Germania Est     | 3                | 2                |            |            |            |  |  |        |              |        |
|  |                  | Ungheria         |                  |                  | 2                |            |            |            |  |  |        |              |        |
|  |                  | Germania Est     | 3                |                  |                  |            |            |            |  |  |        |              |        |
|  |                  |                  |                  |                  |                  |            |            |            |  |  |        | Germania Est | 0      |
|  |                  |                  |                  | Unione Sovietica | 1                |            |            |            |  |  |        |              |        |
|  |                  | Unione Sovietica | 3                |                  |                  |            |            |            |  |  |        |              |        |
|  |                  | Italia           | 1                |                  |                  |            |            |            |  |  |        |              |        |
|  |                  | Italia           | 1                |                  | Unione Sovietica | 4          |            |            |  |  |        |              |        |
|  |                  |                  |                  |                  | Unione Sovietica | 4          |            |            |  |  |        |              |        |
|  |                  |                  | Jugoslavia       | 0                |                  |            |            |            |  |  |        |              |        |
|  |                  | Cecoslovacchia   | Jugoslavia       | 0                | 2                |            |            |            |  |  |        |              |        |
|  |                  | Cecoslovacchia   |                  |                  | 2                |            |            |            |  |  |        |              |        |
|  |                  | Jugoslavia       | 3                |                  |                  |            |            |            |  |  |        |              |        |

### Quarti di finale
Andata 12 febbraio, 26 marzo e 2 aprile, ritorno 4 marzo, 4 e 9 aprile 1980.
| Squadra 1        | Totale | Squadra 2    | Andata | Ritorno |
| ---------------- | ------ | ------------ | ------ | ------- |
| Inghilterra      | 2 - 1  | Scozia       | 2 - 1  | 0 - 0   |
| Ungheria         | 2 - 3  | Germania Est | 2 - 0  | 0 - 3   |
| Unione Sovietica | 3 - 1  | Italia       | 3 - 1  | 0 - 0   |
| Cecoslovacchia   | 2 - 3  | Jugoslavia   | 1 - 1  | 1 - 2   |

### Semifinali
Andata 16 e 26 aprile, ritorno 23 e 30 aprile 1980.
| Squadra 1        | Totale | Squadra 2    | Andata | Ritorno |
| ---------------- | ------ | ------------ | ------ | ------- |
| Inghilterra      | 1 - 3  | Germania Est | 1 - 2  | 0 - 1   |
| Unione Sovietica | 4 - 0  | Jugoslavia   | 3 - 0  | 1 - 0   |

### Finale
Andata 7 maggio, ritorno 21 maggio 1980.
| Squadra 1    | Totale | Squadra 2        | Andata | Ritorno |
| ------------ | ------ | ---------------- | ------ | ------- |
| Germania Est | 0 - 1  | Unione Sovietica | 0 - 0  | 0 - 1   |